# Yosemite Creek Footbridge
Ne doit pas être confondu avec Yosemite Creek Bridge.
Le Yosemite Creek Footbridge – ou Yosemite Fall Trail Bridge – est un pont dans le comté de Mariposa, en Californie, dans le sud-ouest des États-Unis. Construit vers 1939, ce pont à poutres franchit la Yosemite Creek dans la vallée de Yosemite, au cœur du parc national de Yosemite. Cette passerelle portant le sentier de randonnée appelé Lower Yosemite Fall Trail est une propriété contributrice au district historique dit « Yosemite Valley », lequel est inscrit au Registre national des lieux historiques depuis le 14 décembre 2006. Elle constitue un point de vue panoramique sur les chutes de Yosemite, qui la surplombent.